# Polizeiruf 110: Paranoia
Paranoia ist ein Fernsehfilm aus der Krimireihe Polizeiruf 110. Der vom Bayerischen Rundfunk produzierte Beitrag ist die 405. Polizeiruf 110-Episode und wurde am 11. Juni 2023 im Ersten ausgestrahlt. Die Münchner Ermittlerin Elisabeth Eyckhoff ermittelt in ihrem sechsten und letzten Fall.

## Handlung
Die Rettungssanitäterin Sarah Kant und ihr Kollege und Ex-Freund Carlo Melchior werden in die Dachgeschosswohnung eines eingerüsteten Hauses gerufen. Weil Melchior auf der Treppe stürzt, betritt Kant die Wohnung als Erste. Als ihr Kollege hinzukommt, kniet Kant, ein blutiges Messer in ihrer Hand, bei der schwer verletzten Kerstin Schnabel. Ein Mann mit roten Schnürsenkeln sei gerade geflohen. Die Rettungssanitäter bringen Schnabel ins Krankenhaus. Kant stellt dabei fest, dass sie von einem dunklen Fahrzeug verfolgt werden.
Unterdessen kommen Oberkommissarin Elisabeth Eyckhoff und ihr Kollege Dennis Eden zu einem Imbissstand, wo gerade Umut Kanoglu ermordet wurde. Ein Zeuge hat in der Nähe eine verdächtige Person mit roten Schnürsenkeln beobachtet. Die Wohnung von Kanoglu ist verwüstet, alle Türen sind ausgehängt.
Sarah Kant fährt derweil ihren Kollegen nach Hause. Bei der Reinigung des Rettungsfahrzeugs findet sie im Notfall-Rucksack eine blutverschmierte Videokassette. Sie sucht Carlo in dessen Wohnung auf, wo dieser sich gerade mit seiner neuen Freundin von einem anstrengenden Tag ausruht. Sarah legt die Videokassette in den Videorekorder ein, sie zeigt eine auf einem Stuhl gefesselte Person, deren Kopf in eine Kapuze gehüllt ist. Carlo fordert Sarah auf, seine Wohnung zu verlassen und den Schlüssel herauszugeben. Sarah nimmt den Videorekorder mit, lässt ihn dabei aber fallen und muss zuhause feststellen, dass er defekt ist und sie sich die Aufnahme nicht weiter ansehen kann.
Am nächsten Tag erfährt Kant, dass die Aufnahme von Kerstin Schnabel im Krankenhaus nicht eingetragen ist. In der Einsatzzentrale ist ihr Notfall-Einsatz als „falscher Alarm“ registriert. Sarah sucht Carlo auf, doch dieser fordert nur seinen Schlüssel zurück und sagt ihr auf den Kopf zu, sie habe psychische Probleme und solle aus seinem Leben verschwinden.
Am nächsten Tag wird Carlo Melchior mit mehreren Stichverletzungen tot in seiner Wohnung aufgefunden. Kant berichtet Eyckhoff vom Notfall-Einsatz bei Kerstin Schnabel, von deren Verschwinden und der Videokassette. Sie meint, aktuell von einem schwarzen PKW verfolgt zu werden. Als sie bemerkt, dass ein KTU-Techniker rote Schnürsenkel trägt, flieht sie. Eyckhoff und Eden hören sich in der Notrufzentrale den Notruf zu Kerstin Schnabel an, der mit unterdrückter Nummer vom gegenüberliegenden Haus abgesetzt wurde. Dr. Matar, Chefarzt der Notaufnahme der Klinik, kann sich nicht an eine Einlieferung von Kerstin Schnabel erinnern.
Im Haus bestätigt der unter Schnabel wohnende Nachbar die Angaben von Sarah Kant. Nach dem Abtransport der Schwerverletzten hätten zwei Polizeibeamte in Zivil Schnabels Wohnung durchsucht. Die Polizisten identifizieren in dem im Haus gegenüber wohnenden Herrn Billinger den Urheber des Notrufs. Billinger hatte die Tat mit einer Videokamera aufgenommen. Er überlässt die Aufnahmen den Polizisten für ihre Ermittlungen.
Auf einer Baustelle wird am nächsten Tag die Leiche von Kerstin Schnabel gefunden. Die Tote hat bei einem Rasenmäherhersteller gearbeitet. In Polizeikreisen ist jedoch bekannt, dass es sich hierbei um eine Tarnfirma des BND handelt, die sich mit Künstlicher Intelligenz beschäftigt. Sarah Kant sucht ihre Schwester Kim auf, wo gerade Kinder einer Geburtstags-Party ein Video anschauen. Sarah legt ungefragt die Videokassette ein. Zum Schrecken der Kinder erhält darauf Herr Kanoglu eine Spritze von Dr. Matar und wird danach von zwei Männern verhört. Als eine Polizeistreife am Vorgarten auftaucht, nimmt Sarah die Kassette heraus und flieht.
Kant trifft sich mit Eyckhoff in einem einsamen Park und berichtet ihr vom Inhalt des Videos und davon, dass ihr Transport zur Notaufnahme von Dr. Matar umgeleitet worden sei. Die Umstände ihres letzten Treffens mit Melchior kann Kant nicht erzählen, weil sie zu sehr von Melchiors liebloser Ablehnung verletzt ist. Eyckhoff erfährt telefonisch von Eden, dass die Umstände der Tötung von Melchior auf Kant hinweisen. Als sie Kant zur Polizei mitnehmen will, rammt diese ihr ein Messer in den Oberschenkel und flieht.
Auf der Straße wird Kant in einem schwarzen Fahrzeug entführt. Eyckhoff leitet die Fahndung ein. Eden holt Eyckhoff ab, die meint, sie wolle sich vielleicht nach einer weniger gefährlichen Tätigkeit umsehen. Die beiden Kommissare vermuten, dass Kanoglu in Syrien unter Beteiligung von Dr. Matar und des BND gefoltert wurde. Weil Kanoglu mit Hilfe von Schnabel mit der Videokassette ein Beweismittel gegen Dr. Matar hatte, ließ dieser die beiden aus dem Weg räumen und der BND ihre Spuren verwischen.
Der Entführer, der als Auftragsmörder Kanoglu getötet und Schnabel schwer verletzt hatte, bringt Kant zu einem verlassenen Gebäude und stellt sie wegen ihrer Einmischung in die Angelegenheit zur Rede. Kant gelingt es, ihren Entführer in Notwehr mit einem Messer niederzustechen. Als die Polizei eintrifft, ist sie jedoch nicht bereit, das Messer fallen zu lassen. In einem Gerangel mit Eyckhoff stürzt sie mehrere Meter in die Tiefe. Im Beisein von Eyckhoff wird sie von einem Rettungswagen ins Krankenhaus gebracht; währenddessen erkundigt sich ein am Tatort eingetroffener LKA-Beamter bei Eden nach der Videokassette.
Als die Zentrale den Rettungstransport in die Klinik von Dr. Matar umleitet, gerät Kant in Panik – ähnlich wie Eyckhoff, als diese entdeckt, dass ein schwarzes Fahrzeug ihnen folgt.

## Hintergrund
Der Film wurde vom 20. Oktober 2022 bis zum 22. November 2022 in München und Umgebung gedreht.

## Rezeption

### Kritiken
Thomas Gehringer von Tittelbach.tv schrieb: Dieser Polizeiruf „bringt trotz kleinerer Ungereimtheiten die Stärken der Figur und der Reihe noch einmal auf den Punkt: den empathischen, niemals lauten Umgang der Kommissarin mit anderen Menschen, den hintergründigen, eigenwilligen Humor und den gesellschaftskritischen Anspruch. […] Der vom Schweizer Tobias Ineichen inszenierte Film verbindet stimmungsvoll und spannend die Subgenres Verschwörungsthriller und Stalkingdrama.“
Bei Spiegel Online urteilte Christian Buß: „Geheimdienstterror, Paranoia und Ermittlerin Eyckhoff beim letzten Einsatz: Dieser ‚Polizeiruf‘ zeigt noch mal, welche Leichtigkeit Verena Altenberger in schwierigste Stoffe bringt. Pflichttermin! […] Ein letztes Mal tritt sie mit diesem unvoreingenommen, grundheiteren Eyckhoff/Altenberger-Sound an Verdächtige und Opfer ran, um sich mit deren Geschichten auseinanderzusetzen. Die Welt ist ein heller Ort, und manchmal muss man sich eben auch inmitten der düstersten Szenarien die Zeit nehmen, dieser Welt zuzuhören. […] Die Kommissarin geht, wie sie 2019 als Schutzpolizistin gekommen ist: durch die Hintertür. Profi halt.“
Holger Gertz wertete für die Süddeutsche Zeitung: „Dynamik, Schnitt, Auswahl des Personals, Einsatz von Musik – alles Teile eines Gesamtkunstwerks. Und alles in der Episode "Paranoia" […] eingesetzt und ausgespielt.“
Für Kino.de kritisierte Marek Bang: „Nachdem ihr fünfter Einsatz im vergangenen Jahr erste Ermüdungserscheinungen aufwies, knüpft ihr finaler Auftritt als Elisabeth Eyckhoff nahtlos an ihren fulminanten Einstieg an, auch wenn seine ganze Qualität erst in der allerletzten Szene vollständig zur Entfaltung kommt. Dann fügen sich auch die zwischenzeitlich nicht ganz nachvollziehbaren Passagen zur Erkenntnis, dass wir es bei dem bis dato recht humorvoll vorgetragenen Krimi in Wirklichkeit mit einem Horrorfilm zu tun hatten, der eine Brücke zum albtraumhaften Debüt schlägt.“

### Auszeichnungen und Nominierungen
Der Film wurde für das Film- und Serienfestival Baden-Baden, die TeleVisionale, in der Kategorie Fernsehfilmpreis 2023 und 3sat-Publikumspreis 2023 von der Deutschen Akademie für Fernsehen nominiert.

### Einschaltquoten
Die Erstausstrahlung von Polizeiruf 110: Paranoia am 11. Juni 2023 wurde in Deutschland insgesamt von 7,25 Millionen Zuschauern gesehen und erreichte einen Marktanteil von 29,8 Prozent für Das Erste.